# Kallima novohannoveranus
Kallima novohannoveranus är en fjärilsart som beskrevs av Ribbe 1904. Kallima novohannoveranus ingår i släktet Kallima och familjen praktfjärilar. Inga underarter finns listade i Catalogue of Life.